# Серединка (Чернігівський район)
Середи́нка — село в Україні, у Олишівській селищній громаді Чернігівського району Чернігівської області. Населення становить 378 осіб. До 2020 орган місцевого самоврядування — Серединська сільська рада.

## Історія
За часів Речі Посполитої, у першій половині ХVІІ ст., Серединка належала шляхтичу Олександру Іллінському.
Вперше згадується 1 серпня 1660 р. у дозволі серединського намісника, слуги київського полковника Василя Дворецького, Ігната Кріпацького зайняти греблю і поставити млин «на рѣтци, названои Жидовци, вышше Копачовки».
Документ писаний у Серединці. Серединка згадується в універсалі гетьмана Дем’яна Ігнатовича Шумейка (Многогрішного) 25 квітня 1670 р., яким «озеро, названное Богородычное, межи Серединкою и межи Ладинкою» надано Чернігівському Єлецькому монастиреві. А за кілька місяців, 25 серпня 1670 р., Д. Многогрішний надає «село Серединку, в воеводствѣ Киевъскомъ лежачое, з млынами и всеми приналежностями, до Серединъки належачыми» тому ж таки Чернігівському Єлецькому монастирю, якому село і належало надалі. «Положеніе имѣетъ на низкомъ пѣщаномъ мѣстѣ, по правую сторону рѣчки Смолянки».
За часів Війська Запорозького село відносилося до Козелецької сотні Чернігівського полку.
Зберігся цікавий акт 1699 р., яким жителі Серединки і Ладинки «положили такое в лѣсѣ Мокрецъ вздовжъ на полъ розгранічене: од озера зовемого Богородицкое уз Стопило, а оттолъ узъ Осыновый Ругъ, от Рога Осынового узъ Клепистый дубъ граница идетъ болотом на Сухий дуб, от Сухого дуба на рѣчку Бракъ, от рѣчки Браку у бур, од бору в рувъ, а ровомъ до шляху серединского, от шляху зас серединского за перекопомъ ладинского атамана покосъ з иншими ладинскими жителями».
В ХVІІ ст. у Серединці існувала церква св. Трійці. Філарет цитує напис на чаші: «сооружися сей келюхъ до храма св. Тройцы атаманомъ Ничипоромъ Потапенкомъ и зо всею братьею, року 1644 м. февр.». Однак існують серйозні сумніви у точності датування запису.

## Населення

### Мова
Розподіл населення за рідною мовою за даними перепису 2001 року:
| Мова       | Кількість | Відсоток |
| ---------- | --------- | -------- |
| українська | 368       | 97.35%   |
| російська  | 10        | 2.65%    |
| Усього     | 378       | 100%     |

## Назва
Серединка знаходилася на середині шляху із Чернігова в Козелець. За іншою версією, назва може походити від того, що село оточене лісами (посеред
лісів). 